# Імператор Камеяма

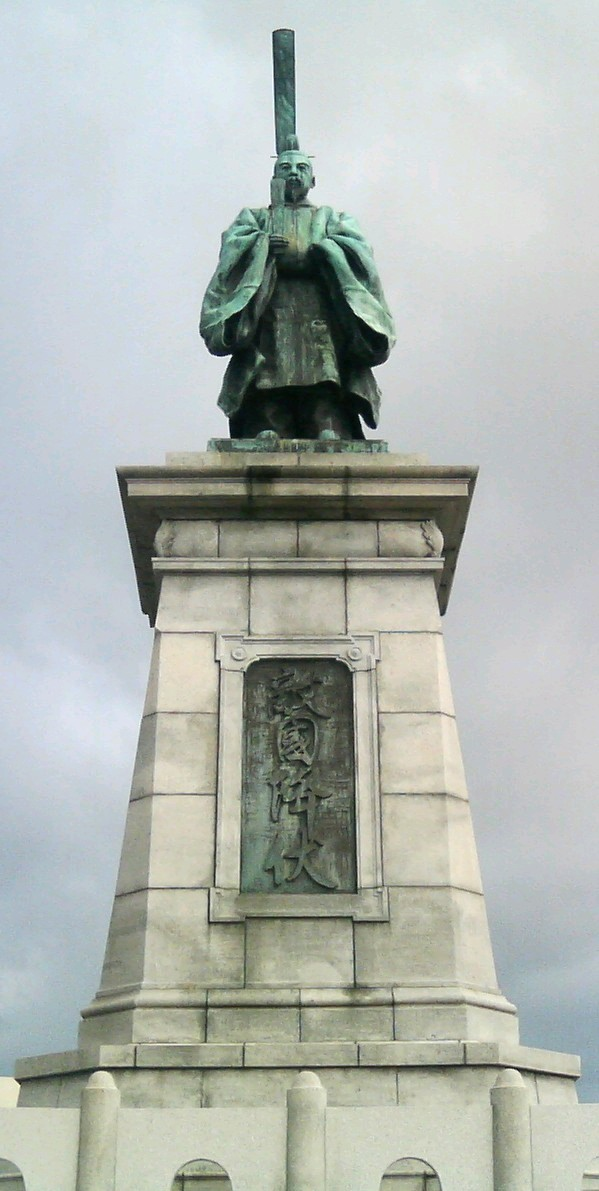
Імператор Камеяма

Імператор Камея́ма (яп. 亀山天皇, かめやまてんのう, камеяма тенно; 9 липня 1249 — 4 жовтня 1305) — 90-й Імператор Японії, синтоїстське божество. Роки правління: 9 січня 1259 — 6 березня 1274. Сьомий син імператора Ґо-Саґа.
При народженні звався принцом Цунехіто. 1258 року, дев'ятирічним, був оголошений наслідним принцом, і вже наступного року після зречення імператора Ґо-Фукакуси став імператором. Фактичним правителем був сіккен Ходзьо Наґатокі. 
1265 року прийняв посольство юаньського імператора Хубілая. Імператор зайняв примирливу позицію, пропонуючи компроміс. Втім його думку не врахував сіккен Ходзьо Масамура, який жорстко відмовив монголам.
Разом з тим все частіше виникають конфлікти з питань майбутнього спадкування звідставним імператором Ґо-Фукакусою. До цього додалося те, що верховний імператор Ґо-Саґа перед смертю 1272 року передав право вирішувати питання спадкоємства імператорського престолу бакуфу в Камакурі.
1274 року зрікся престолу на користь свого сина — принца Йохіто (став відоми як імператор Ґо-Уда), сам продовжив правити як ексімператор. Але проти чого заперечив Ґо-Фукакуса. Фактично керував імператорським двором. Під час монгольських вторгнень 1274 і 1281 років здійснював молитви у храмах щодо поразки ворожої армії. Але перебував під підозрою у сіккена Ходзьо Токімуне, який зрештою підтримав призначення спадкоємцем трону принца Хірохіто, небожа Камеями.
Підтримував впливового самурая Адаті Ясуморі та сьогуна — принца Кореясу. Але першого було переможено військами сіккена 1285 року. 1287 року під тиском Ходзьо Садатокі вимушен був зректися влади імператор Ґо-Уда, внаслідок чого Камеямам втратив статус верховного імператора. Натмоість імператором став принц Хірохіто (відомий як імператор Фусімі, а 1289 року було повалено принца Комеясу, якого замінено було на принца Хісаакі (ще одного сина Ґо-Фукакуси, що демонстрував готовність співпрацювати з сіккеном) 
1289 року Камеяма постригся у ченці та присвятив себе релігійній діяльності. Незважаючи на це продовжив вести колишній спосіб життя, розважаючись з численними коханками. 1291 року за його наказом реставрували буддійський храм Нандзен-дзі у Кіото.
Добре граф на флейті, біві (лютні), гра на конях, каґура та роей (вокально-інструментальні твори для придворної музики гагаку).